# サビーン郡 (ルイジアナ州)

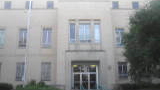
メニーにあるサビーン郡庁舎

サビーン郡（サビーンぐん、英: Sabine Parish）は、アメリカ合衆国ルイジアナ州の西部北に位置する郡である。2010年国勢調査での人口は24,233人であり、2000年の23,459人から3.3％増加した。郡庁所在地はメニー（人口2,853人）であり、同郡で人口最大の町でもある。
サビーン郡は1843年3月7日に、ルイジアナ州議会が多くの時間を掛けて創設した5郡の1つである。ナケテシュ郡の一部から、西のサビーン川をアメリカ合衆国とテキサス共和国の国境として設立された。

## 歴史

### 中立地帯
サビーン郡となった地域はカド連邦のアデス族インディアン住んでおり、その後、スペイン、フランス、イギリス、またスペインと支配者が変わり、さらにフランスに戻ったあとにナポレオン・ボナパルトが1803年のルイジアナ買収でアメリカ合衆国に売却した。
この買収の後に境界論争が起こった。アメリカ合衆国はサビーン川を国境と主張し、スペインはそれより東のレッド川支流であるアロヨ・ホンドを国境と主張した。1806年に結ばれた中立地帯条約によって、両者の主張に挟まれた地域を「サビーン自由州」と宣言し、非武装化した地帯としたが、その中立地帯は無法者、ならず者、犯罪者、海賊の避難所となった。この中立地帯は西のサビーン川から、東のカルカシュー川、バイユー・キサッチーとドン・マニュエル、ラク・テレ・ノワールとアロヨ・ホンドまで広がっていた。アメリカ合衆国とスペインの双方がその領有を主張したが、どちらも支配しようとはしなかった。東部州から英語を話す開拓者が、西部拡張時代に移ってくるようになった。彼らはリオ・ホンド・クレームと呼ばれるスペインが払い下げを行った土地に入った。初期開拓者の一人がトマス・アーサーであり、ネグリート・クリーク沿いの土地640エーカー（2.6平方キロメートル）を登記した。
1819年、スペインがサビーン川より東の領域全てに対する領有権を放棄し、アメリカ合衆国がこの領域に法と秩序をもたらした。家産をもとめる人々の大キャラバンが古い道を移動して入り、その多くは現在のサビーン郡に入った。その後の時代に郡内には小さな開拓地が作られていった。その中でも最も初期のものは1822年に郡南部に設立されたネグリートの町であり、クリストファー・アンソニーがバイユー・ネグリート沿いに造った。その後、最南部に1827年に設立されたトロ、北部に1830年代に設立されたノーブルが続いた。1822年にアメリカ陸軍のザカリー・テイラー中佐がジェサップ砦を設立した。テイラーは後に第12代アメリカ合衆国大統領になった。テイラーの指揮する部隊が中立地帯に法と秩序をもたらした。ジェサップ砦は長年サビーン郡にとって重要な役割を果たし、今日では観光地になっている。ここは1845年にテキサスが併合されるまで重要なフロンティアの基地であり、西方拡張のための焦点となっていた。
中立地帯の南西部を横切る2つの主要道があり、メニーの町の近くでは4マイル（およそ6キロメートル）離れて走っている。1つは「エル・カミノ・レアル」と呼ばれるサンアントニオ・トレースであり、ナケテシュ郡から西に直接サビーン郡を横切りテキサス州に入っている。古くからあり良く知られているので、多くの農夫や村人がその道に沿って入植した。フィリップ・ノーランのトレースはアレクサンドリアの上流でレッド川を渡り、キサッチーの国を横切り、サビーン川渡し近くで「エル・カミノ・レアル」に合流した。

### サビーン郡の設立
サビーン郡はアメリカ合衆国が新しい発展時代に入った時に設立された。合衆国政府は1831年にサビーン地域を測量して郡区などに分け、1838年には、ヘンリー・ミラー・シュリーブによるレッド川「いかだ」を取り除き、レッド川を蒸気船が通れるようにしたので、地域の殖民に拍車を掛けた。1830年には蒸気船がサビーン川を航行し始めており、1850年までには通行量が増えていた。人気のある揚陸点はコロンバス、イーストペンドルトン、カーターズフェリーだった。ペンドルトンの約3マイル (5 km) 南に大型で繁栄する川港サビーンタウンがあった。開拓者の流入で南北戦争前に全盛期を迎えた。
サビーン郡はアレクサンダー・ムートン州知事在任中の1843年にルイジアナ州議会が多くの時間を掛けて創設した5郡の1つである。サビーン郡は1843年3月7日にナケテシュ郡から分離して設立された。当時テキサスは独立の共和国だったので、サビーン川が国境になった。
郡内に幾つかの郡区が追加されてから1か月足らず後に、議会は北に隣接するデソト郡との境界を定めた。当初サビーン郡の一部に考えられていたナケテシュ郡内の郡区の半分が1854年に追加された。1871年、郡南部のかなりの部分がバーノン郡の創設で分割された。このときに現在のサビーン郡領域が固まった。
郡を創設したときの法律で、郡庁所在地は当時郡内で最も重要な開拓地だったジェサップ砦の指揮官ジョン・B・メニー大佐に因んでメニーと名付けることとされた。メニーはナケテシュ・サンアントニオ道路沿いにあり、テキサスに繋がっていた。
1843年5月17日、W・R・D・スペイト判事、I・W・イーソン、S・S・イーソン、G・W・トンプソンが土地40エーカー (160,000 m²) を購入した郡に与えた。直後に30人ほどの市民が郡政委員会に町の区画を作り、区画を販売し、公共建築物を建設する手配を行うよう請願した。郡政委員会は郡庁舎と収監所の建設を企画し、区画の販売で建設資金を作った。
最初の家屋はジョン・ボールドウィンが建設し、店舗を開き、その家は酒場に使った。ボールドウィンはメニーの初代郵便局長にもなった。最初の入植者はウィリアムズ・メインであり、1830年に来ていた。1850年代初期には最初のコットンジンが作られ、1850年の初めての国勢調査では白人3,347人、奴隷1,168人となっていた。

### プレザントヒルの戦い
南北戦争のとき、サビーン郡は郡で結成された部隊にかなりの支持を与えた。歴史家のジョン・D・ウィンターズはその著作『ルイジアナでの南北戦争』（1963年）で、「貧しい松の丘の郡が、サビーンライフル隊、サビーン・レベルズ、サビーン志願兵隊およびジョーダンの中隊に資金を出す投票で、その出身者に対する義務に直面し、また既に前線に出ていた別の中隊には500ドルを送った。」と記している。
サビーン郡はルイジアナ州では最後の大きな戦闘の舞台になった。1864年4月9日、古いプレザントヒルおよび、サビーン郡とデソト郡の郡境で戦闘は起こった。前日にマンスフィールドで南軍が勝利したことに続くものだった。この戦闘後、北軍はシュリーブポートからナケテシュに繋がる道路を撤退した。この道はサビーン郡の北東部を横切っていた。
この戦闘は非常に重要なものと考えられた。戦争全体の結末には影響しなかったが、北軍のシュリーブポートを占領し、テキサス州を他の南軍地域から分離させようという試みを砕いた。
サビーン郡出身の南軍士官にはクリストファー・コロンバス・ナッシュがおり、戦争捕虜としてオハイオ州のジョンソンズアイランドに囚われた。後にナッシュはグラント郡の保安官となり、1873年のコルファクス暴動で衝突し、1874年には白人同盟の最初の支部を作った。

### 鉄道の時代
南北戦争後、蒸気船が鉄道に道を譲った。テキサス・アンド・パシフィック鉄道が1882年にシュリーブポートとニューオーリンズの間で開通し、町にとって鉄道の重要性を実感させた。デソト郡内にあったプレザントヒルの町は鉄道に近づくために町自体を2マイル (3 km) 移動させ、サビーン郡内に入った。1896年には郡内を通るカンザスシティ・サザン鉄道が開通し、コンバース、フィッシャー、フロリエンの町が設立された。
地域は鉄道が製材所員を連れてくるまで農業地帯だったが、長葉松材を求める世界的な需要に対応するために、製材所が造られ、製材業を隆盛させた。その後の30年間で森林は伐採され尽くされ、ガンディやピーソンなど多くの製材所が転出した。1940年代初期に植林事業が始まり、パルプ・製紙業者が間伐材を購入した。その結果サザン・パイン合板が発達し、フロリエンには州内最初の合板会社であるバンクーバー・プライウッド会社が開設された。
植林事業によって1950年代にはホッジス・ガーデンズが創設され、新しい産業を開いた。それは観光業であり、1968年のトレド・ベンド貯水池の完成で大きくなった。

### 第二次世界大戦と演習
アメリカ合衆国でかつて無かったような大規模軍事演習が1940年5月にサビーン郡周辺で行われた。この演習で戦争の可能性を実感させるものとなり、青軍隊4万名の将兵が、侵略する赤軍隊3万名からサビーン郡を守った。この演習には33州の兵士が参加し、アレクサンドリアとテキサス州ナカドーチェスの間の松林、丘陵、河川、渓谷にわたる10,000平方マイル (26,000 km²) が使われた。
地域を通過した指揮官や参謀は、軍隊の事実上の「紳士録」を構成した。その中にはベン・リア中将、ドワイト・D・アイゼンハワー大佐、ウォルター・クルーガー中将、ジョージ・S・パットン・ジュニア将軍、J・L・ベネディクト少佐がいた。
1928年に郡内で石油が発見されたことに続いて、原油と天然ガスが主要産業に仲間入りしたが、1934年頃には石油が減産になった。1950年代にメニーの近くで新しく埋蔵が見つかり、石油が再び主たる経済要素となった。
現在も郡内には世界に誇れる木材があり、さらに他の自然資源も豊富である。

## 地理
アメリカ合衆国国勢調査局に拠れば、郡域全面積は1,012平方マイル (2,620 km2)であり、このうち陸地865平方マイル (2,241 km2)、水域は146平方マイル (379 km2)で水域率は14.46％である。
メニーの近くにはホッジス・ガーデンズ・パーク原生地域がある。1950年代に民間資本で造られ、2007年にルイジアナ州が管理することになった。自然科学者のキャロライン・ドーモンが公園の設計に貢献した。
1960年代半ばに建設されたトレド・ベンド貯水池はルイジアナ州とテキサス州との州境に近く、サビーン川にあり、発電を行い、レクリエーションの場を提供している。

### 主要高規格道路
- アメリカ国道171号線
- ルイジアナ州道6号線
- ルイジアナ州道118号線

### 隣接する郡
- デソト郡 - 北
- ナケテシュ郡 - 東
- バーノン郡 - 南東
- ニュートン郡 (テキサス州) - 南西
- サビーン郡 (テキサス州) - 西
- シェルビー郡 (テキサス州) - 北西

サビーン郡はテキサス州サビーン郡と隣接しており、このように隣接する州に同名の郡が隣接してあるのは稀な例である。他にはフロリダ州とアラバマ州のエスカンビア郡、マサチューセッツ州とロードアイランド州のブリストル郡、メリーランド州とデラウェア州のケント郡、アーカンソー州とルイジアナ州のユニオン郡がある。

## 人口動態
以下は2000年の国勢調査による人口統計データである。
| 基礎データ - 人口: 23,459人 - 世帯数: 9,221 世帯 - 家族数: 6,593 家族 - 人口密度: 10人/km2（27人/mi2） - 住居数: 13,671軒 - 住居密度: 6軒/km2（16軒/mi2） 人種別人口構成 - 白人: 72.67% - アフリカン・アメリカン: 16.87% - ネイティブ・アメリカン: 7.79% - アジア人: 0.15% - 太平洋諸島系: 0.02% - その他の人種: 0.32% - 混血: 2.18% - ヒスパニック・ラテン系: 2.74% 年齢別人口構成 - 18歳未満: 26.2% - 18-24歳: 8.3% - 25-44歳: 24.5% - 45-64歳: 24.4% - 65歳以上: 16.5% - 年齢の中央値: 38歳 - 性比（女性100人あたり男性の人口） - 総人口: 95.7 - 18歳以上: 92.6 | 世帯と家族（対世帯数） - 18歳未満の子供がいる: 31.4% - 結婚・同居している夫婦: 55.7% - 未婚・離婚・死別女性が世帯主: 12.0% - 非家族世帯: 28.5% - 単身世帯: 26.0% - 65歳以上の老人1人暮らし: 12.8% - 平均構成人数 - 世帯: 2.50人 - 家族: 3.00人 収入と家計 - 収入の中央値 - 世帯: 26,655米ドル - 家族: 32,470米ドル - 性別 - 男性: 29,726米ドル - 女性: 18,514米ドル - 人口1人あたり収入: 15,199米ドル - 貧困線以下 - 対人口: 21.5% - 対家族数: 16.3% - 18歳未満: 29.0% - 65歳以上: 17.5% |

## 都市と町

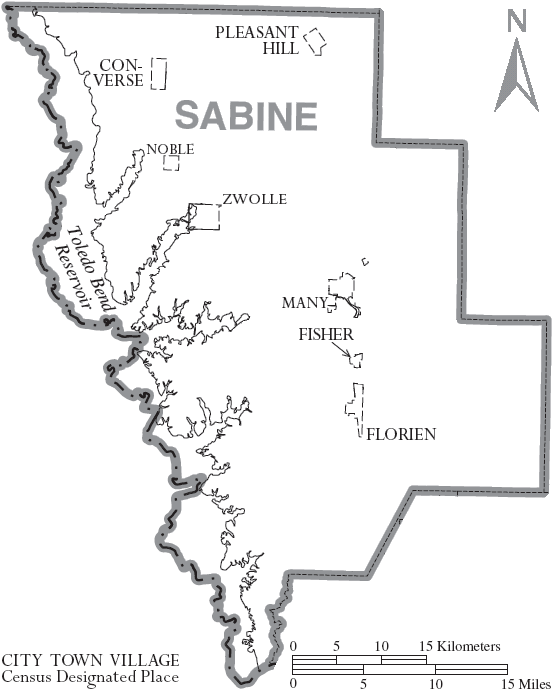
サビーン郡図

### 都市
| - メニー - 郡庁所在地 - ズル |

### 村
| - コンバース - フィッシャー | - フロリエン - ノーブル | - プレザントヒル |

### 未編入の町
| - イバーブ - ネグリート |

## 教育
サビーン郡教育委員会が郡内公立学校を運営している。